# 노엘 퍼셀
노엘 퍼셀(Noel Purcell, 1900년 12월 23일 ~ 1985년 3월 3일)은 아일랜드의 배우이다.
더블린에서 태어났으며 더블린에서 사망하였다.

## 영화
- 맥킨토시의 사나이 (1973년)
- 죄 많은 더베이 (1969년)
- 로드 짐 (1965년)
- 런닝 맨 (1963년)
- 아드리안 멧신저 (1963년)
- 세인트(영어판) (1962년)
- 바운티호의 반란 (1962년) - 윌리엄 맥코이 역
- 지옥에서 악수하라 (1959년)
- 페리 투 홍콩 (1959년)
- 메리 앤드류 (1958년)
- 열쇠 (1958년)
- 라이징 오브 더 문 (1957년)
- 열정의 랩소디 (1956년) - 안톤 모브 역
- 백경 (1956년)
- 진홍의 해적 (1952년)
- 블루 라군 (1949년)